# 顧爾棠
顧爾棠，直隸顺天府通州人，清朝政治人物。
雍正八年（1730年）庚戌科三甲进士，授山東藍山縣知縣。